# Largo do Rosário (Campinas)
O Largo do Rosário (oficialmente, Praça Visconde de Indaiatuba) é uma praça localizada no Centro da cidade de Campinas.

## História
O Largo do Rosário surgiu a partir da construção da Igreja do Rosário, inaugurada em 1817. Com a vinda de D. Pedro II a Campinas, em 1846, a praça recebeu de 8 a 10 mil pessoas, o que lhe deu a característica de ser o lugar para receber as manifestações políticas e as aglomerações em Campinas.
A Igreja do Rosário foi demolida em 1956, para possibilitar o alargamento da Avenida Francisco Glicério, (antiga Rua do Rosário), e uma nova igreja dedicada a Nossa Senhora do Rosário foi erguida, com um projeto semelhante ao original, mas de porte menor, foi erguido no Jardim Chapadão. Em 1996, o Largo do Rosário foi tombado pelo Condepacc.

## Remodelações
O Largo do Rosário, ao longo de sua história, passou por várias remodelações:
- 1816 - surgimento do Largo;
- 1846 - primeira reforma;
- 1874 - o Largo ganha um chafariz de bronze;
- 1887 - o nome oficial do logradouro passa a ser Praça Visconde de Indaiatuba;
- 1895 - nova reforma: bancos, calçadas, iluminação a gás e um novo chafariz;
- 1911 - o Largo recebe um piso de pedra portuguesa;
- 1927 - alargamento das ruas no entorno;
- 1934 - nova remodelação;

- anos 50: retirada do monumento a Campos Sales (hoje na parte alta da avenida epônima) e a Igreja do Rosário é demolida;
- 1958 - remoção de árvores e apresentado o projeto de Renato Righetto, com características modernas e marquises e que só seria concluído 10 anos depois;
- 1983 - uma tentativa de reconstrução da praça é embargada pelo CONDEPHAAT alegando-se o fato de o Largo do Rosário estar na área envoltória da Catedral Metropolitana de Campinas e que nenhuma alteração poderia ser feita sem a sua autorização;
- 1998 - ocorre a última reforma, com a demolição das marquises e a remodelação da praça foi inspirada no projeto de 1934.

## Galeria

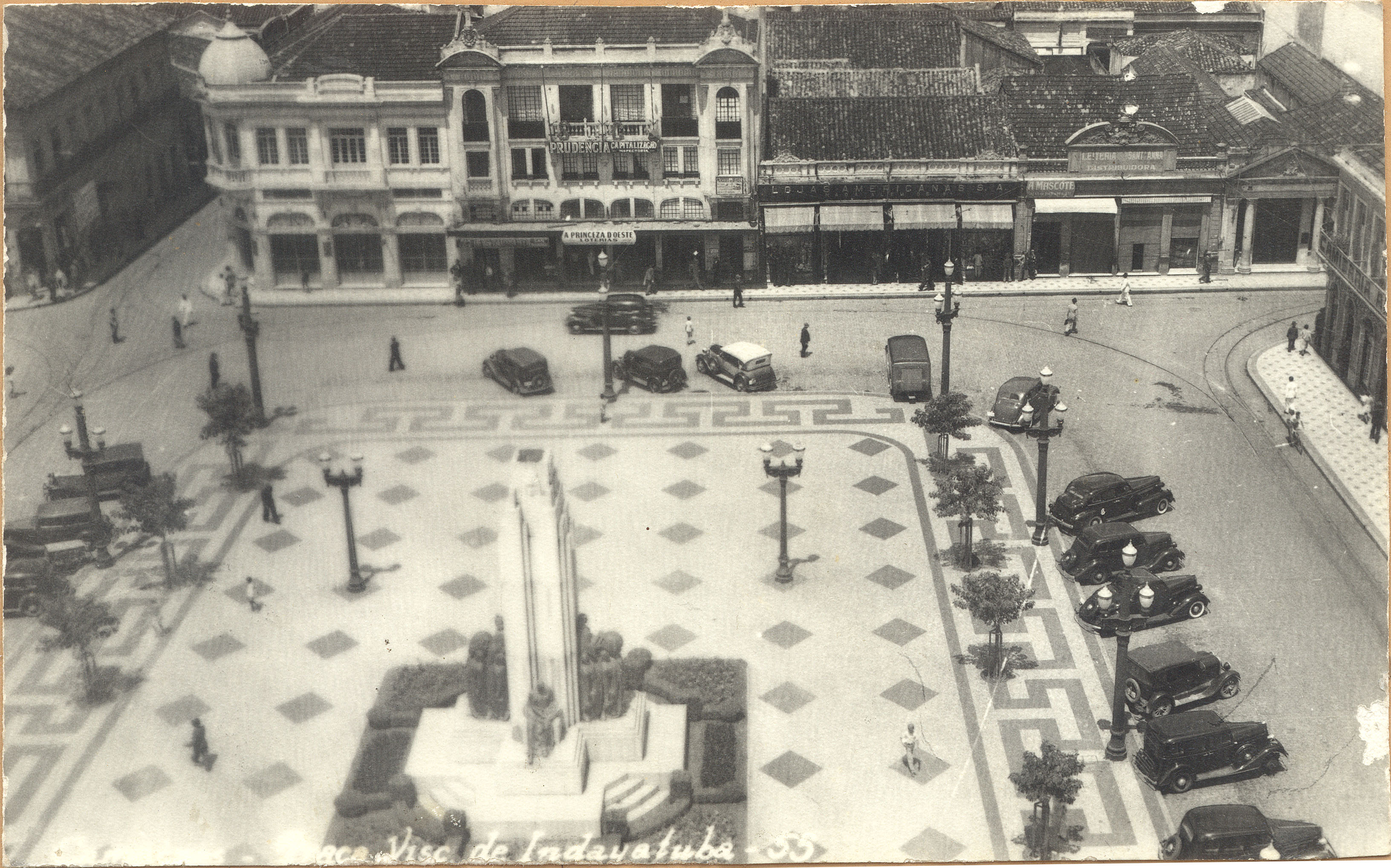
cerca de 1940 a 1949
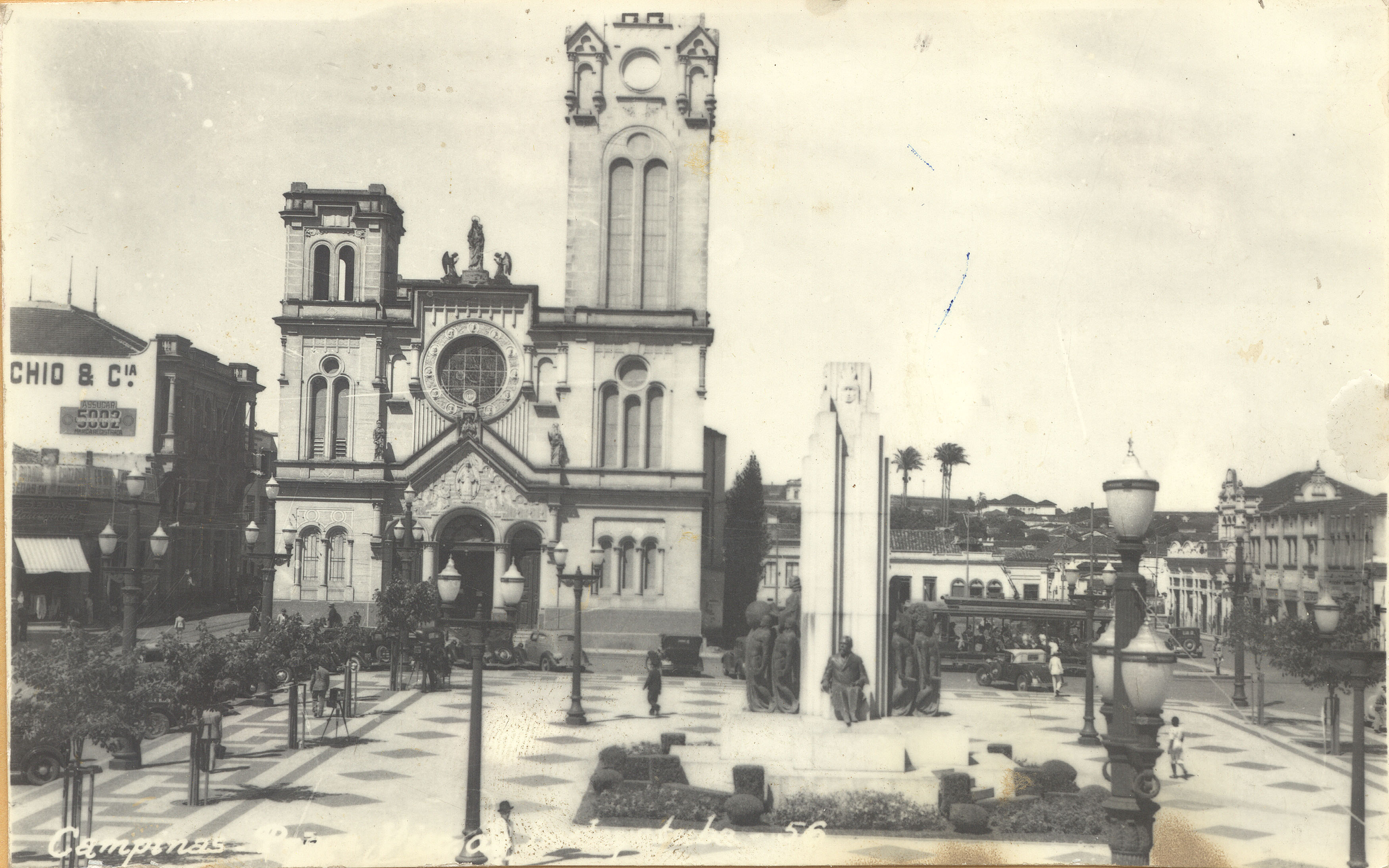
cerca de 1940 a 1949
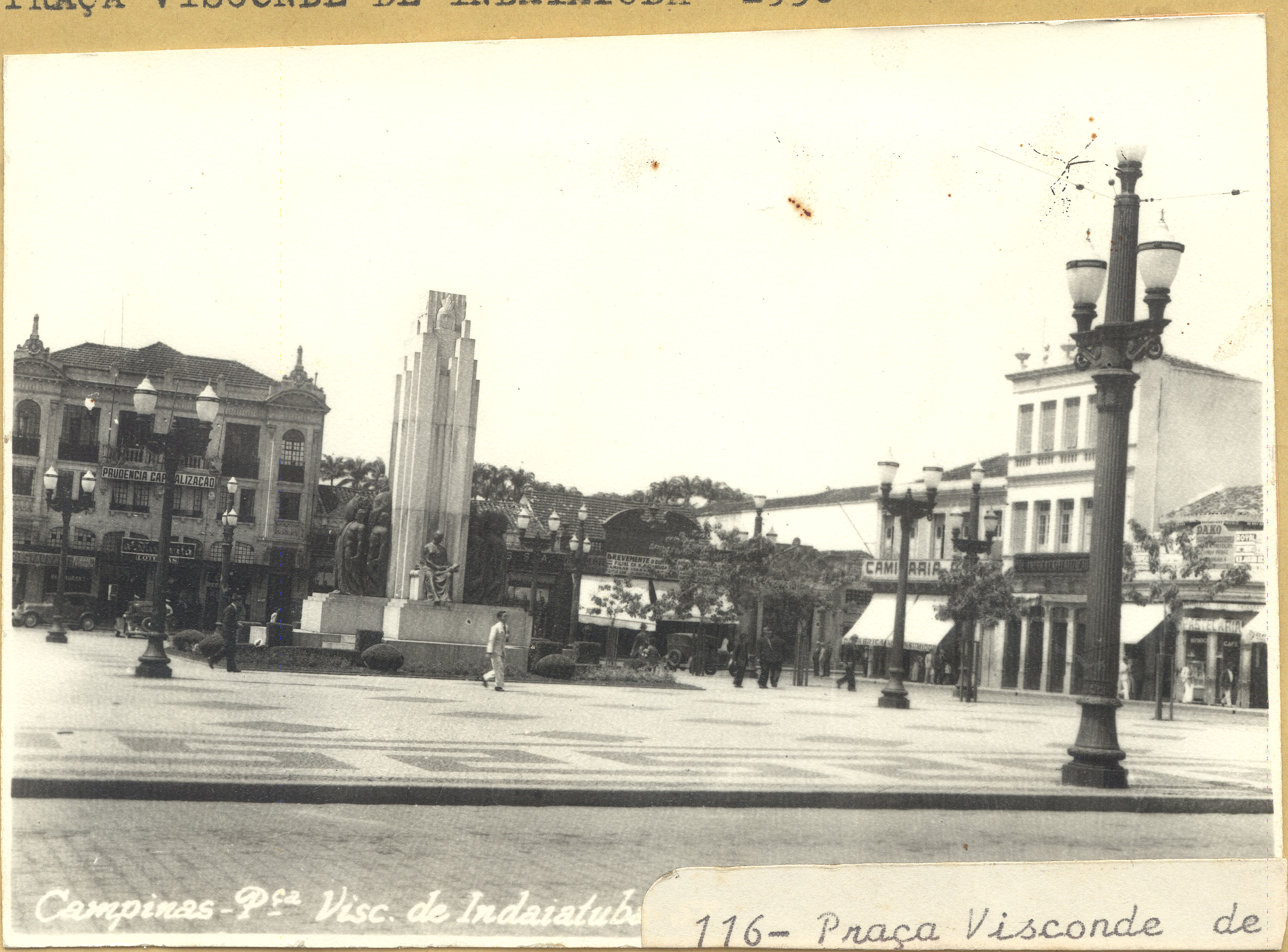
cerca de 1940 a 1949
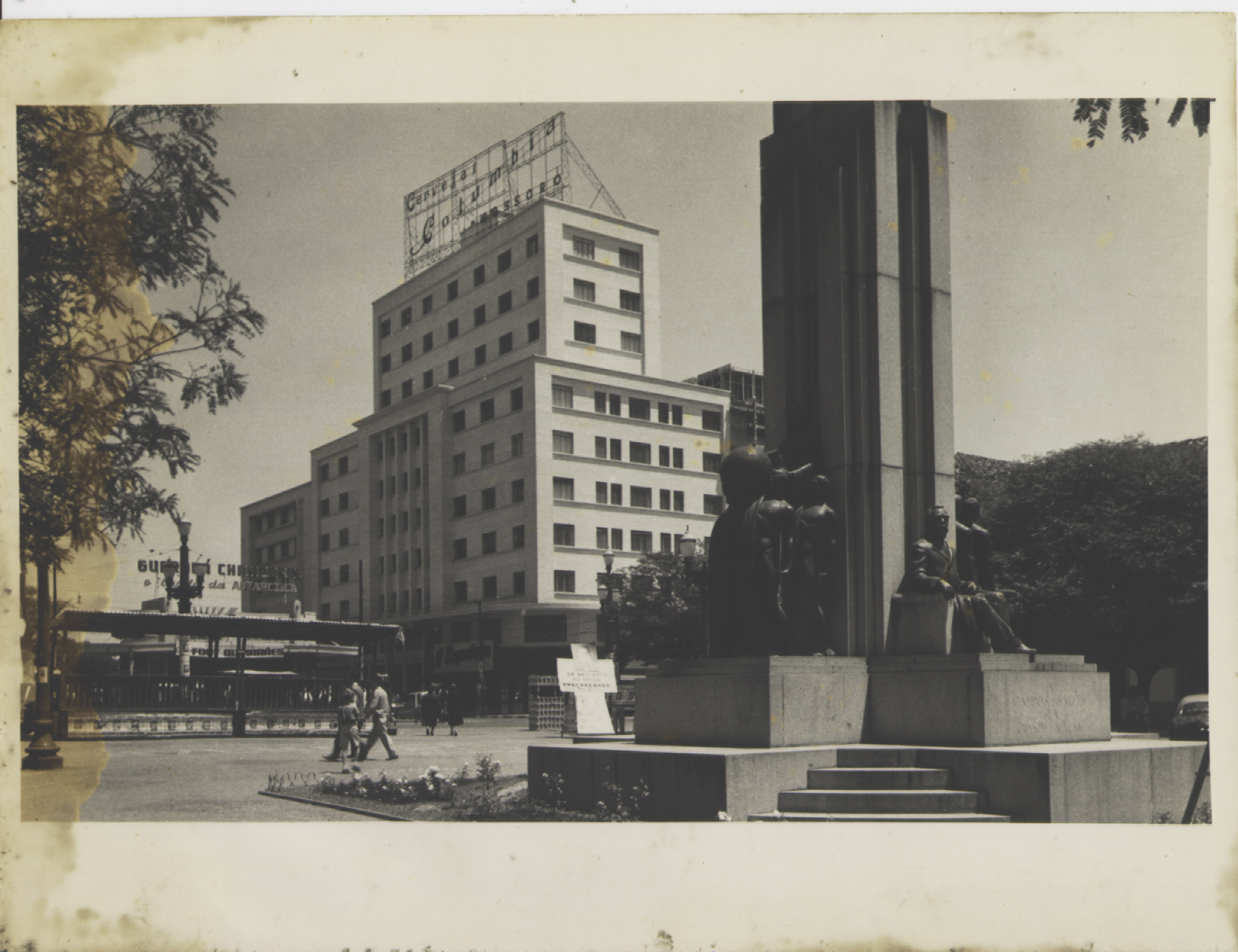